# Elizabeth Berridge
Elizabeth Berridge (New Rochelle, Nueva York, 2 de mayo de 1962) es una actriz de cine, teatro y televisión estadounidense. Es conocida por sus papeles como Amy Harper en la película de terror The Funhouse (1981), Constanze Mozart en la película dramática de época Amadeus (1984), Charlotte en la comedia televisiva The Powers That Be (1992-1993) y como la oficial Eve Eggers en The John Larroquette Show (1993-1996).

## Vida personal
Berridge nació en New Rochelle, Nueva York, hija de George Berridge, abogado, y Mary L. Berridge (de soltera Robinson), trabajadora social. La familia se estableció en Larchmont, Nueva York, donde asistió a la Escuela Primaria Chatsworth. Allí comenzó a actuar y cantar. Debido a sus compromisos actorales, obtuvo su diploma a través de un programa de estudio independiente en la Escuela Secundaria Mamaroneck.
Conoció al actor Kevin Corrigan cuando trabajaron juntos en la película Broke Even (2000). Se casaron en 2001 y tienen una hija juntos.

## Carrera
Berridge fue convocada a una audición para el papel de Constanze Mozart después de que el rodaje de Amadeus ya hubiera comenzado en Praga, República Checa, cuando la actriz Meg Tilly, a quien originalmente le habían dado el papel, se lesionó la pierna en un partido de fútbol y tuvo que retirarse de la película. Dos actrices volaron a Praga y, tras una semana de audiciones, Berridge obtuvo el papel (supuestamente porque la otra actriz, Diane Franklin, era «demasiado guapa» para interpretar a la hija de una casera). Berridge y el resto del reparto permanecieron en Praga durante seis meses para completar el rodaje.

## Filmografía

### Cine
| Año  | Título                | Rol                 | Notas         |
| ---- | --------------------- | ------------------- | ------------- |
| 1979 | Natural Enemies       | Sheila Steward      |               |
| 1981 | The Funhouse          | Amy Harper          |               |
| 1984 | Amadeus               | Constanze Mozart    |               |
| 1985 | Smooth Talk           | June                |               |
| 1987 | Five Corners          | Melanie             |               |
| 1993 | When the Party's Over | Frankie             |               |
| 1999 | Payback               | Prostituta          | Sin acreditar |
| 2000 | Broke Even            | Leslie              |               |
| 2004 | Hidalgo               | Annie Oakley        |               |
| 2005 | Break a Leg           | Chica de Nueva York |               |
| 2010 | Please Give           | Elyse               |               |
| 2015 | Results               | Christine           |               |
| 2022 | The Vanishing Point   | Lori                | Cortometraje  |

### Televisión
| Año     | Título                    | Rol                | Notas                                |
| ------- | ------------------------- | ------------------ | ------------------------------------ |
| 1981    | Guiding Light             | Morgan Richards    | Novela, episodio: «Surprise Witness» |
| 1981-82 | Texas                     | Allison Linden     | Novela, papel recurrente             |
| 1984    | Silence of the Heart      | Penny              | Película para televisión             |
| 1987    | Leg Work                  | Peaches            | Episodio: «Peaches»                  |
| 1989    | Home Fires Burning        | Francine Tibbetts  | Película para televisión             |
| 1989    | Miami Vice                | Julia Scianti      | Episodio: «The Lost Madonna»         |
| 1989    | The Equalizer             | Susan Wilhite      | Episodio: «Endgame»                  |
| 1990    | Montana                   | Lavetta            | Película para televisión             |
| 1992-93 | The Powers That Be        | Charlotte          | Elenco principal                     |
| 1993-96 | The John Larroquette Show | Oficial Eve Eggers | Elenco principal                     |
| 1998    | Touched by an Angel       | Holly              | Episodio: «The Trigger»              |
| 2001    | When Billie Beat Bobby    | Rosie Casals       | Película para televisión             |
| 2001-05 | Grounded for Life         | Amy                | 3 episodios                          |
| 2003    | Still Standing            | Sandy Hartwick     | Episodio: «Still Changing»           |
| 2004    | Yes, Dear                 | Invitada a la boda | Episodio: «Shirley Cooks with Love»  |